# 군위 화본리 오층석탑
군위 화본리 오층석탑(軍威 花本里 五層石塔)은 대한민국 대구광역시 군위군 산성면 화본리에 있는 고려시대의 오층석탑이다. 1987년 5월 13일 경상북도의 문화재자료 제186호로 지정되었다.

## 개요
덕림사 경내에 있는 탑으로, 1층 기단(基壇) 위에 5층의 탑신(塔身)을 올린 모습이다.
기단은 아랫부분이 땅속에 묻혀 있어 맨 윗돌만 드러나 있다. 탑신은 2층 지붕돌과 3층 몸돌을 붙여 한돌로 만들었고, 나머지 몸돌과 지붕돌은 각각 한 돌로 만들었다. 탑신의 각 몸돌에는 기둥 모양을 새겼고, 지붕돌은 밑면에 4단의 받침을 두었다. 꼭대기에는 머리장식을 받치던 네모난 받침돌만 남아 있다.
기단이 1층으로 줄어들고 지붕돌 받침이 4단으로 줄어드는 등 양식상의 변화를 보이고 있어서 고려시대에 세운 것으로 보인다.

## 현지 안내문
이 탑은 고려시대의 5층 석탑으로 높이는 2.95m이며 단층기단 하부는 매몰되어 있다. 노출된 기단 상면에 3단 굄을 각출하고 그 위에 탑신부를 놓았다. 몸돌석은초층 몸돌만이 폭에 비해 높이가 높고, 나머지는 높이는 아주 낮다. 지붕돌은 모두 낙수면이 짧고 경사가 심하며, 상단에 1단 굄, 하면에 받침 4단을 조각했다. 지붕돌의 네 모서리에는 풍탁(風鐸)을 걸기 위한 구멍이 2개씩 뚫어져 있으며 5층 지붕돌 위에는 노반(露盤) 파편이 놓여 있다. 1960년 이전에는 석탑만이 현 위치에 있었으나, 1960년대에 덕림사라하여 극락전, 요사채, 산신각이 건립되어 사찰의 모습을 갖추었다. 옛 사명이나 전설은 전해지지 않고 있다.

## 참고 자료
- 군위화본리오층석탑 - 국가유산청 국가유산포털